# The Manhattan Transfer
The Manhattan Transfer – amerykańska wokalna grupa jazzowa, założona i prowadzona przez Tima Hausera, kilkakrotnie uhonorowana nagrodą Grammy.
Nazwę grupy zaczerpnięto od słynnej powieści Johna Dos Passosa.
Grupa w pierwotnym składzie została założona w 1969 w Nowym Jorku i działała do 1971. Rok później do Hausera dołączyli: Janis Siegel, Laurel Massé i Alan Paul; kwartet wznowił wówczas działalność pod starą nazwą. Zaczął zdobywać wielką popularność w klubach i hotelach, specjalizując się w pastiszach dawnych szlagierów przetworzonych na idealnie zharmonizowany czterogłos. Wielkim przebojem, także w Europie, okazała się piosenka Chanson d’amour (1977). Po odejściu w 1978 Laurel Massé, którą zastąpiła aktorka i piosenkarka Cheryl Bentyne (z nią w składzie grupa działa do dziś), The Manhattan Transfer przeszedł stylistyczną przemianę. Jej rezultatem był album Extensions (1979), na którym znalazła się brawurowa reinterpretacja utworu Birdland Weather Report oraz utrzymany w dyskotekowym stylu Twilight Zone.
W 1981 zespół jako pierwszy w historii zdobył nagrody Grammy, zarówno w kategoriach dotyczących jazzu, jak i popu. Artystycznym triumfem stał się też album Vocalese (1985), na którym pojawił się m.in. Bobby McFerrin.
The Manhattan Transfer jest fenomenem trwałego sukcesu; członkowie grupy, wszyscy wybitni wokaliści, obok działalności zespołowej rozwijają także udane kariery solowe. W 1988 grupa została wpisana do Panteonu Sław Zespołów Wokalnych (Vocal Group Hall of Fame), w 2005 koncertowała w Polsce.
1 lipca 2011 grupa wystąpiła na koncercie „Tu Warszawa”, z okazji rozpoczęcia polskiej prezydencji w Unii Europejskiej.

## Dyskografia
- Jukin' (1971)
- The Manhattan Transfer (1975)
- Coming Out (1976)
- Pastiche (1978)
- The Manhattan Transfer Live (1978)
- The Manhattan Transfer Live (1981)
- Extensions (1979)
- Mecca for Moderns (1981)
- The Best of the Manhattan Transfer (1981)
- Bodies and Souls (1983)
- Bop Doo-Wop (1985)
- Vocalese (1985)
- Man-Tora! Live In Tokyo' (1987)
- Brasil (1987)
- The Offbeat of Avenues (1991)
- The Christmas Album (1992)
- Anthology: Down In Birdland (1992)
- The Very Best of the Manhattan Transfer (1994)
- The Manhattan Transfer Meets Tubby the Tuba (1994)
- Tonin' (1995)
- Swing (1997)
- Boy From New York City And Other Hits (1997)
- The Spirit of St. Louis (2000)
- Couldn’t Be Hotter (2003)
- Vibrate (2004)
- An Acapella Christmas (2005)
- The Symphony Sessions (2006)
- The Definitive Pop Collection (2006)